# Bơ Yak

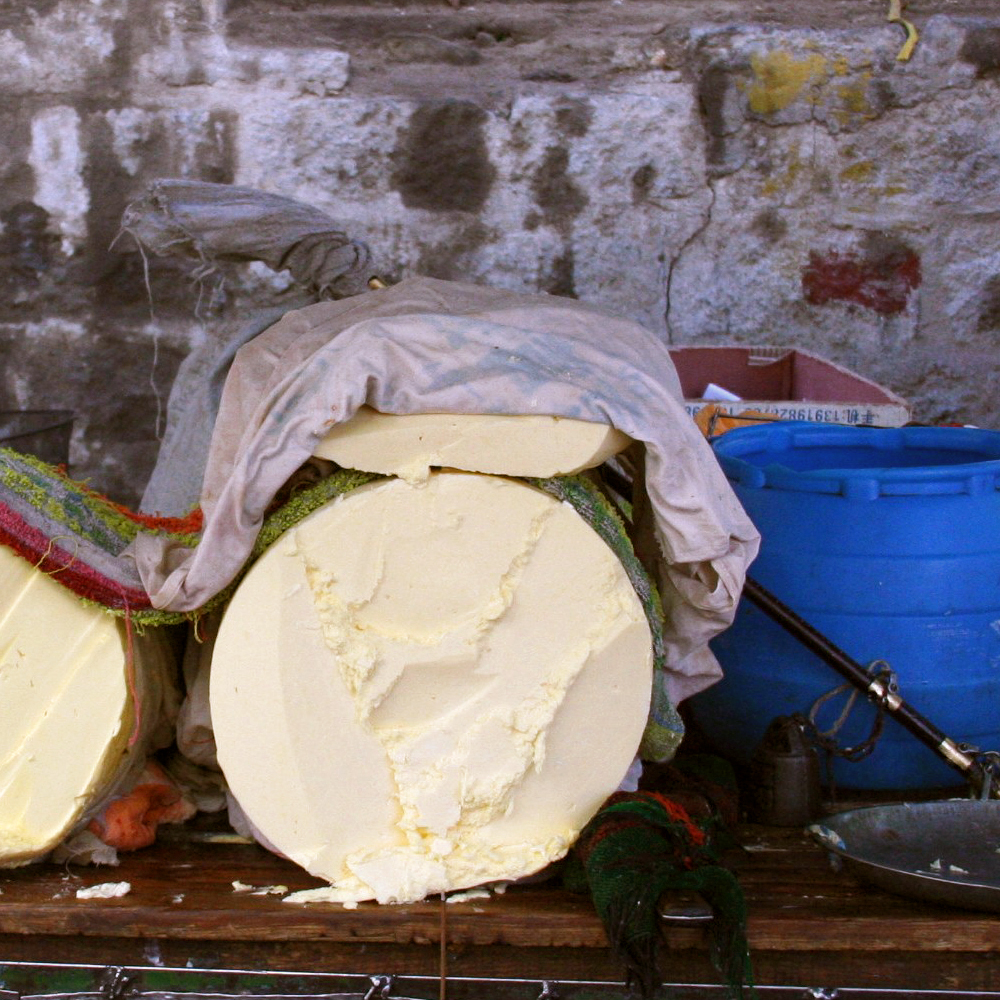
Bơ Yak được bày bán tại một khu chợ đường phố ở Lhasa

Bơ Yak (hay còn được gọi là Bơ dri hoặc su oil; tiếng Tạng tiêu chuẩn: འབྲི་མར།, tiếng Trung: 酥油) là một loại bơ được làm từ sữa của bò Tây Tạng (Bos grunniens). Nhiều cộng đồng chăn nuôi gia súc ở Trung Quốc, Ấn Độ, Mông Cổ, Nepal, Gilgit-Baltistan Pakistan và Tây Tạng sản xuất và tiêu thụ các chế phẩm sữa được làm từ sữa bò Tây Tạng, trong đó có cả bơ. 
Sữa yak nguyên chất có khoảng gấp đôi hàm lượng chất béo so với sữa bò nguyên chất, tạo ra một loại bơ có kết cấu gần giống với phô mai hơn. Nó là một thực phẩm thiết yếu và là thương phẩm cho cộng đồng chăn nuôi gia súc ở Trung Á và Cao nguyên Thanh Tạng.

## Sản phẩm

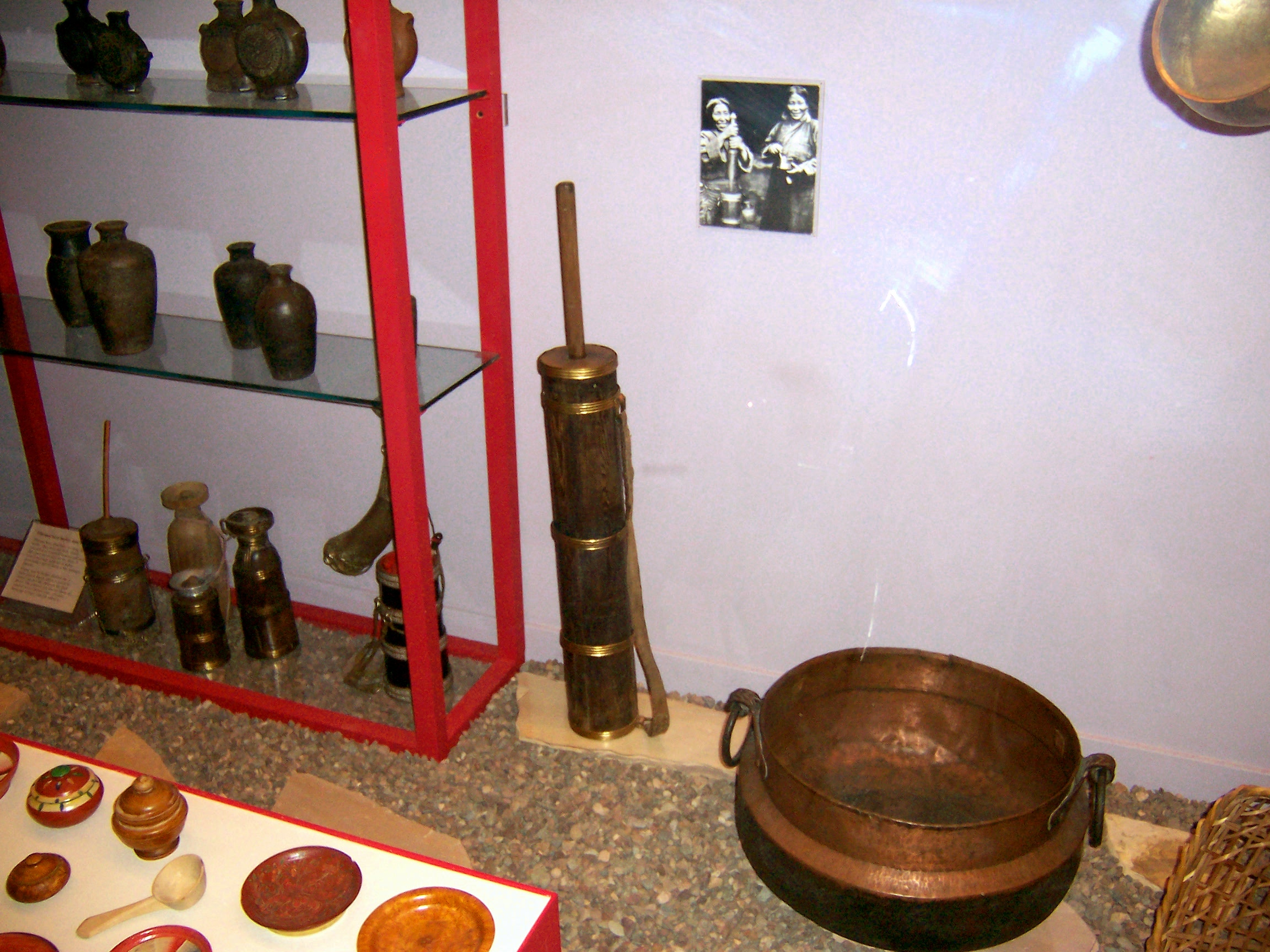
Máy đánh bơ, được trưng bày cùng với các vật dụng nhà bếp Tây Tạng tại Bảo tàng Field. Lưu ý dây đeo để mang nó và kích thước nhỏ của nó, khả năng thích ứng với việc sử dụng du mục.

Bò Yak cung cấp cho những người chăn nuôi gia súc của chúng nhiều lợi ích khác nhau, bao gồm phân làm nhiên liệu, sức kéo, thịt, chất xơ và sữa. Không phải tất cả các cộng đồng chăn gia súc đều có truyền thống sử dụng sữa yak hoặc làm bơ, mặc dù ở các vùng đồng cỏ trên núi, việc làm này là phổ biến. Mỗi cá thể bò yak sản xuất ít sữa, vì vậy chỉ khi có đàn lớn, người chăn nuôi mới có thể thu được nhiều sữa. Mùa hè có nhiều sữa hơn mùa đông; biến sữa tươi thành bơ hoặc phô mai là cách dự trữ calo để sử dụng sau.
Ở phía tây của Tây Tạng, sữa bò yak lần đầu tiên được lên men qua đêm. Vào mùa hè, chất giống như sữa chua thu được sẽ khuấy trong khoảng một giờ bằng cách nhúng một cái muôi gỗ liên tục vào một cái thùng gỗ cao. Vào mùa đông, sữa chua được tích lũy trong vài ngày, sau đó đổ vào dạ dày cừu đã bơm căng và lắc cho đến khi bơ hình thành.
Bơ yak tươi được bảo quản theo một số cách và có thể để được đến một năm khi không tiếp xúc với không khí và được bảo quản trong điều kiện khô mát. Nó được khâu vào túi dạ dày cừu, bọc trong da bò Tây Tạng, hoặc bọc trong lá đỗ quyên lớn. Khi hộp được mở ra, bơ yak sẽ bắt đầu phân hủy; tạo ra các đường vân nấm mốc màu xanh tương tự như phô mai xanh.
Từ tiếng Anh "yak" là từ mượn tiếng Tạng: གཡག་, tiếng Wylie: g.yak. Trong tiếng Tây Tạng, nó chỉ đề cập đến con đực của loài, không cần phải nói là không sản xuất sữa (một bản dịch theo nghĩa đen sang tiếng Tây Tạng sẽ giống như nói "bơ bò đực"); con cái được gọi là tiếng Tây Tạng: འབྲི་, Wylie: 'bri, hoặc nak. Trong tiếng Anh, cũng như hầu hết các ngôn ngữ vay mượn từ này, "yak" thường được dùng cho cả hai giới tính.

## Sử dụng

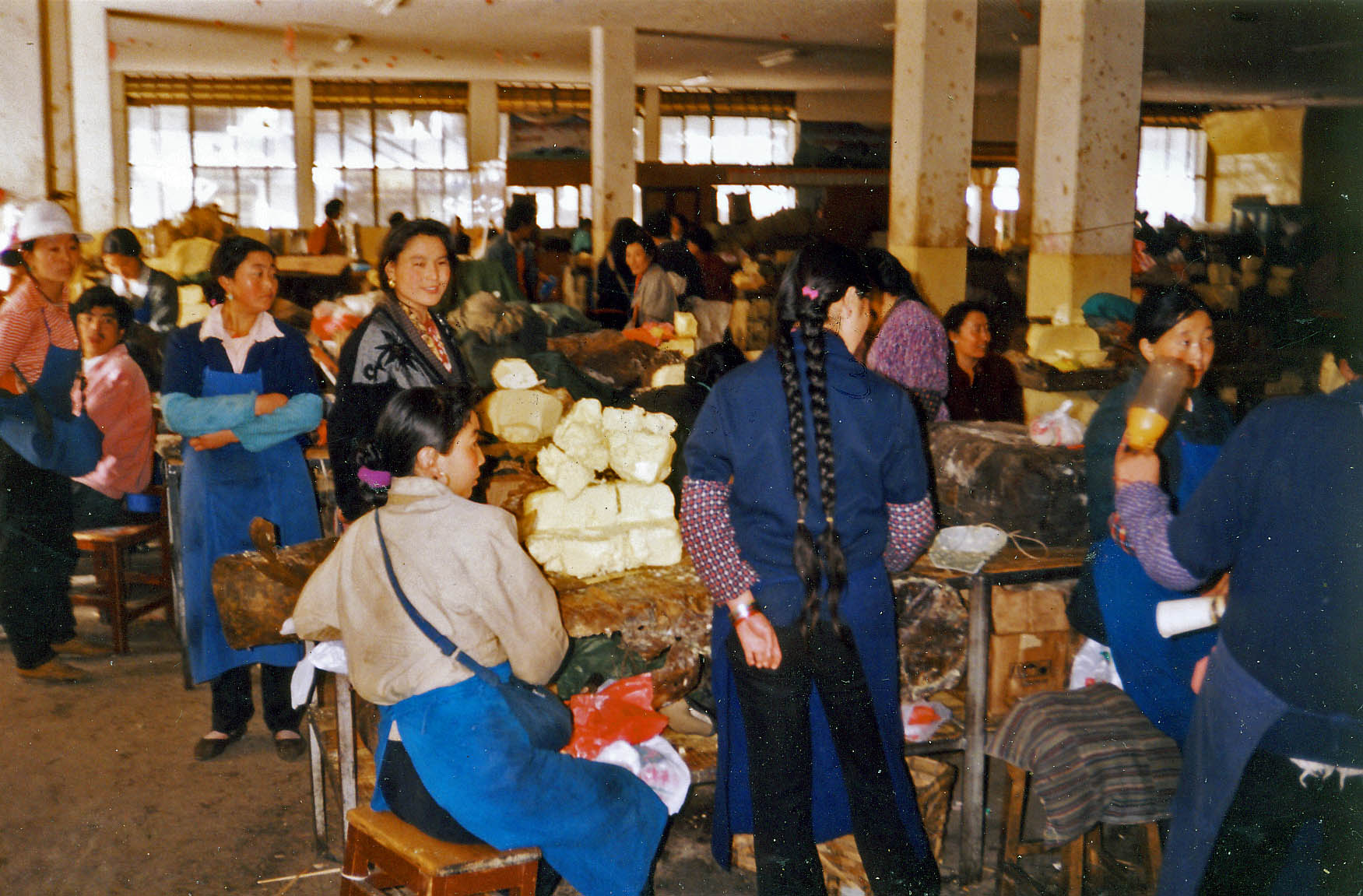
Một khu chợ bán bơ Yak ở Tromzikhang, Lhasa (1993).

Trà bơ là món ăn chủ yếu hàng ngày trên khắp vùng Himalaya và thường được làm bằng bơ yak, trà, muối và nước được khuấy thành bọt. Đây là thức uống quốc gia của người Tây Tạng, họ uống tới 60 cốc nhỏ mỗi ngày để cung cấp nước và những dinh dưỡng cần thiết ở vùng núi cao, lạnh giá. Đôi khi, bơ ôi được sử dụng để tạo hương vị khác cho trà.
Bơ yak tan chảy có thể được trộn với tỷ lệ gần bằng nhau với bột lúa mạch rang (tsampa). Bột thu được sẽ trộn với chà là hoặc hạt vừng, được dùng để tiếp khách. Nó cũng có thể được lưu trữ để sử dụng sau và sau đó được nấu chảy trong nước nóng, có thêm muối hoặc đường.
Bơ Yak được sử dụng trong quá trình thuộc da truyền thống. Bơ cũ, ôi thiu được ưa chuộng hơn bơ tươi.
Các mục đích sử dụng phi thực phẩm khác bao gồm làm nhiên liệu cho đèn bơ yak, dưỡng ẩm cho da, và nghệ thuật điêu khắc bơ truyền thống cho dịp lễ Losar. Những tác phẩm điêu khắc bơ yak như vậy có thể đạt chiều cao gần 10 mét.
Ở Nepal, đặc biệt là ở Kathmandu, phô mai yak và bơ yak được sản xuất tại các nhà máy và được bán thương mại. Trong những năm 1997–1998, 26 tấn bơ đã được sản xuất và bán theo cách này ở Nepal.